# Об’єднаний гімалайський комітет
Об'єднаний гімалайський комітет (англ. Joint Himalayan Committee; до 1947 р. — організація, створена «Альпійським клубом» і «Королівським географічним товариством» для того, щоб координувати і фінансувати першу розвідувальну експедицію на Джомолунгму, що відбулася в 1921 році, і подальші британські експедиції на цю гору, включаючи експедицію 1953 року, яка здійснила першосходження на вершину Джомолунгму.

## Створення
До часу створення комітету, Джомолунгма була бажаною метою для британських альпіністів вже досить давно. Так, наприклад, Клінтон Дент ще в 1885 р. написав про ідею сходження на її вершину. У 1916 р. О. М. Келлас опублікував дослідження «Роздуми про можливість сходження на найвищі вершини Гімалаїв» (англ. A Consideration of the Possibility of Ascending the Loftier Himalaya), в якому обґрунтував психологічну можливість такого сходження.
Ініціативу створення «Комітету Джомолугми» було подано «Королівському географічному товариству» капітаном Дж. Б. Л. Ноэлем, що здійснив подорож в район Джомолунгми.

## Члени-фундатори
- Френсіс Янгхазбенд (голова) — президент «Королівського географічного товариства».
- Едвард Сомерс-Кукс (Edward Somers-Cocks), «Королівське географічне товариство».
- Полковник Джекс (Jacks), «Королівське географічне товариство».
- Професор Джон Норман Коллі[en] - президент «Альпійського клубу».
- Капітан Джон Персі Фаррар[en], колишній президент «Альпійського клубу».
- Чарльз Френсіс Мід[en], «Альпійський клуб».
- Містер Ітон (Eaton) і Артур Роберт Хінкс[en], почесні секретарі.

## Подальші члени
- Вільям Едмунд Гуденаф[en], голова комітету з 1931 р., президент КГТ.
- Персі Захарія Кокс, голова комітету, президент КГТ[3].
- Джеффрі Лейтем Корбетт[en], представник «Гімалайського клубу»[4].
- Робер Уайлі Ллойд, скарбник[5].